# Partito Liberale (Croazia)
Il Partito Liberale (in croato: Liberalna stranka - LS) è stato un partito politico croato  di orientamento social-liberale fondato nel 1998 e dissoltosi nel 2006.

## Parlamentari
IV legislatura (2000-2003)
1. Vlado Gotova - Deceduto nel 2000; subentra Mario Livaja nel 2001, poi Karl Gorinšek nel 2003
2. Zlatko Kramarić

Successivamente aderiscono Borislav Graljuk e Tibor Santo, rappresentanti delle minoranze
V legislatura (2003-2008)
- Ivo Banac -Indipendente dal 2005
- Zlatko Kramarić - Nel 2006 aderì al Partito Social-Liberale Croato

## Risultati
| Elezione          | Elezione                  | Voti    | %     | Seggi   |
| ----------------- | ------------------------- | ------- | ----- | ------- |
| Parlamentari 2000 | Con HSS - HNS - ASH - IDS | 432.527 | 14,92 | 2 / 151 |
| Parlamentari 2003 | Con SDP - LIBRA           | 117.488 |       | 2 / 152 |